# Chelostoma confusum
Chelostoma confusum är en biart som först beskrevs av Raymond Benoist 1934.  Chelostoma confusum ingår i släktet blomsovarbin, och familjen buksamlarbin. Inga underarter finns listade i Catalogue of Life.